# Carneades nigrosignata
Carneades nigrosignata är en skalbaggsart som beskrevs av Aurivillius 1925. Carneades nigrosignata ingår i släktet Carneades och familjen långhorningar. Inga underarter finns listade.